# Rob LaZebnik
Rob LaZebnik est un scénariste et producteur de télévision travaillant pour Les Simpson.
Il a aussi créé la série en Flash Starship Regulars sur icebox.com. Il a aussi écrit des épisodes pour Monk, La Guerre à la maison, Less Than Perfect, The Ellen Show et Empty Nest.

## Biographie
Il est le frère du scénariste Philip LaZebnik. Il sort diplômé de l'Université Harvard en 1984.
Il se forme à la rédaction comique en écrivant pour le Harvard Lampoon. Il commence sur la chaîne HBO en écrivant pour l'émission Not Necessarily the News.
Dans les années 1990, il co-fonde le site Icebox.com qui diffuse des productions animées indépendantes, et produit la série Starship Regulars qui est d'abord diffusée sur Icebox avant d'être portée sur la télévision cablée via un partenariat avec Showtime.
En 2000, il intègre l'équipe de scénaristes des Simpson.

## Filmographie

### Les Simpson
| Année | Titre                                                    | Titre original                             | Saison | Épisode | Réalisateur         |
| ----- | -------------------------------------------------------- | ------------------------------------------ | ------ | ------- | ------------------- |
| 2000  | Simpson Horror Show XI - P-P Papa F-F Fantôme            | Treehouse of Horror XI - G-G-Ghost D-D-Dad | 12     | 1       | Matthew Nastuk      |
| 2000  | La Dignité d'Homer                                       | Homer vs. Dignity                          | 12     | 5       | Neil Affleck        |
| 2009  | Mon père avait tort                                      | Father Knows Worst                         | 20     | 18      | Matthew Nastuk      |
| 2010  | La Reine du balai                                        | Boys Meets Curl                            | 21     | 12      | Chuck Sheetz        |
| 2011  | Le Bleu et le Gris                                       | The Blue and the Gray                      | 22     | 13      | Bob Anderson        |
| 2012  | Premier Amour                                            | The Daughter Also Rises                    | 23     | 13      | Chuck Sheetz        |
| 2013  | À tuteur-tuteur ennemi                                   | The Changing of the Guardian               | 24     | 11      | Bob Anderson        |
| 2014  | La Guerre de l'art                                       | The War of Art                             | 25     | 15      | Steven Dean Moore   |
| 2015  | Les enfants se battent bien                              | The Kids Are All Fight                     | 26     | 19      | Bob Anderson        |
| 2015  | Une amie précieuse                                       | Friend with Benefit                        | 27     | 6       | Matthew Faughnan    |
| 2016  | Code fille                                               | The Girl Code                              | 27     | 10      | Chris Clements      |
| 2016  | La Cage au fol                                           | The Burns Cage                             | 27     | 17      | Rob Oliver          |
| 2017  | Cochon de Burns                                          | Pork and Burns                             | 28     | 11      | Matthew Nastuk      |
| 2018  | À la santé des Danois                                    | Throw Grampa from the Dane                 | 29     | 20      | Michael Polcino     |
| 2018  | Autonhomer                                               | Baby You Can't Drive My Car                | 30     | 5       | Timothy Bailey      |
| 2019  | 101 Réductions                                           | 101 Mitigations                            | 30     | 15      | Mark Kirkland       |
| 2019  | Sports d'E-quipe                                         | E My Sports                                | 30     | 17      | Rob Oliver          |
| 2020  | Frinkcoin                                                | Frinkcoin                                  | 31     | 13      | Steven Dean Moore   |
| 2021  | Phénomènes paranormaux                                   | Manger Things                              | 32     | 16      | Steven Dean Moore   |
| 2021  | Les Rois du burger                                       | Burger Kings                               | 32     | 18      | Lance Kramer        |
| 2021  | Portrait du jeune homme en feu                           | Portrait of a Lackey on Fire               | 33     | 8       | Steven Dean Moore   |
| 2023  | Le Piège de la soif : Une histoire d'amour en entreprise | Thirst Trap: A Corporate Love Story        | 35     | 4       | Timothy Bailey      |
| 2024  | Simpson Horror Show XXXV                                 | Treehouse of Horror XXXV                   | 36     | 5       | Timothy Bailey      |
| 2024  | L'Épisode de la bouteille                                | Bottle Episode                             | 36     | 13      | Gabriel DeFrancesco |
| 2025  | The Past and the Furious                                 | The Past and the Furious                   | 36     | 14      | Michael Polcino     |

### Autres
- 1987-1988 : Not Necessarily the News (2 épisodes)
- 1988-1993 : La Maison en folie (13 épisodes)
- 1993 : Petite Fleur (1 épisode)
- 1995 : Muscle
- 1996 : Common Law (2 épisodes)
- 1997 : Faster Baby, Kill
- 2001-2002 : The Ellen Show (3 épisodes)
- 2002 : Greetings from Tucson
- 2003-2006 : Less Than Perfect (5 épisodes)
- 2006 : La Guerre à la maison (1 épisode)
- 2007 : Monk (1 épisode)
- 2008 : The Madness of Jane

## Vie privée
LaZebnik est mariée avec l'auteure Claire Scovell. Il écrit l'épisode des Simpson La Cage au fol (S27E17) pour exprimer son soutien à son fils homosexuel,.